# Список королей Кента

Кент во время саксонского завоевания Британии

Список включает в себя монархов англосаксонского королевства Кент. Согласно «Англосаксонской хронике» оно было образовано в середине V века братьями Хенгистом и Хорсом, прибывшими в Британию по призыву короля Вортигерна, однако современные исследователи считают этих правителей легендарными персонажами. Первым документально подтверждённым правителем Кента был Эрменрик, правивший в середине VI века. При его сыне Этельберте I в Кенте было принято христианство.
Во второй половине VII века короли Кента стали вассалами короля Мерсии Оффы. Хотя, похоже, им на некоторое время удалось добиться независимости, к 785 году Оффа установил прямой контроль над Кентом. С этого момента вплоть до 820-х годов Кент оставался провинцией Мерсии, за исключением 796—798 годов, когда Эдберту III Прену на краткое время удалось восстановить независимость Кента. Фактически последним королём Кента являлся Бальдред, который правил до 826/827 года. В дальнейшем он несколько раз выделялся в качестве вассального королевства представителям королевского дома. Эта практика прекратилась после восхождения на уэссекский трон Этельбальда, когда Кент был окончательно включён в состав Уэссекса.

## История

Англосаксонские королевства в начале VII века

Кент — первое из англосаксонских королевств, созданных в Британии в V веке во время вторжения англосаксов, и первое из королевств в Британии, принявших христианство. Его территория примерно находилась в границах современного английского графства Кент.
«Англосаксонская хроника» указывает, что в 449 году братья Хенгист и Хорса по призыву короля Вортигерна прибыли в Британию, высадившись в Эбслифте (Восточный Кент). Первоначально они помогали бриттам, но позже выступили против них. В 455 году в Броде Эгеля они сражались против Вортигерна. Хорса при этом погиб, а Хенгист и его сын Эск стали первыми королями Кента. Утверждается, что братья были сыновьями некоего Витгильса. Беда Достопочтенный указывал, что они были лидерами германской армии, приглашённой в 449 году Вортиргерном в Британию, о чём писал Гильда. «Англосаксонская хроника», созданная в IX веке, использовала эти сведения. Кроме того, непростая история взаимоотношения Вортиргерна с Хенгистом и Хорсой содержится в созданной в IX веке валлийской «Historia Brittonum». Беда указывал, что в его время в Восточном Кенте существовал памятник, на котором было имя Хорсы. Проведённые раскопки в Кенте и Южной Британии подтверждают, что что германцы появились в Британии в первой половине V века.
Однако современные исследователи полагают, что первые несколько поколений королей Кента были сфабрикованы составителями «Англосаксонской хроники», чтобы дать более полную и унифицированную историю Кентского королевства. Барбара Йорк указывает, что несмотря на большое количество деталей, вероятнее всего Хенгист и Хорса были легендарными персонажами. Их имена напоминают имена других основателей из индоевропейских легенд, таких как Ромул и Рем и означают «жеребец» и «конь», из чего исследовательница делает вывод, что первоначально они могли означать конские божества. Беда утверждает, что германские поселенцы в Кенте были ютами, а в древнеанглийской поэзии Хенгист называется ютским вождём. Однако доказательств его реальности не существует. Как отмечает М. Морис, прибытие на небольшом количестве кораблей пары основателей, скорее всего, является англосаксонской легендой, возможно, являющейся частью более широкой индоевропейской традиции. Однако все короли Кента прослеживали своё прямое происхождение от Хенгиста. Его имя, возможно, связано с одноимённым героем, упоминаемый в «Беовульфе». Беда полагал, что реальным именем Эска, сына Хенгиста, было Эрик, а Оиск или Эск — это его когномен, в результате чего сам кентский королевский дом прозывался «Ойскинги» (англ. Oiscingas). Б. Йорк указывает, что Оиск/Эск, вероятно, означало «бог», поэтому не исключает, что это имя тоже происходит от некоего божества. Исследовательница не исключает, что реальным предком королей Кента был Эрик, с которым ассоциировали легендарного Эска.
Ранняя генеалогия королей Кента достаточно противоречива. Беда называет сыном Эрика Окту, однако в «английской коллекции» генеалогий Окта показан сыном Хенгиста, а Эск — внуком. Первым правителем, которого реально можно идентифицировать в качестве короля Кента, является Эрменрик. При его сыне Этельберта I в Кенте было принято христианство.
В конце 680-х годов Кент на некоторое время оказался под управлением «иноземных правителей и узурпаторов», но в 690-е годы правителем смог стать представитель Кентской династии Витред, который значительно укрепил королевскую власть. 
Во второй половине VIII века в Кенте образовался династический кризис, когда власть в королевстве оспаривали 5 королей. Этими неурядицами воспользовался король Мерсии Оффа, навязавший Кенту вассалитет. Хотя в 776 году Эгберт II организовал восстание против мерсийского господства, в результате которого королевство на 10 лет стало самостоятельным, Оффа к 785 году установил прямой контроль над Кентом. С этого момента вплоть до 820-х годов Кент оставался провинцией Мерсии, за исключением 796—798 годов, когда Эдберту III Прену на краткое время удалось восстановить независимость Кента.
Фактически последним королём Кента являлся Бальдред, который правил до 826/827 года. Он был свергнут королём Уэссекса Эгбертом, ставшим после разгрома в 825 году в битве при Эллендуне мерсийской армии правителем Юго-Восточной Англии Англии. Он включил Кент в состав своего королевства. Несколько раз он выделялся в качестве вассального королевства представителям королевского дома.  В состав вассального королевства Кент кроме территории современного графства Кент входили ещё земли бывших англосаксонских королевств Эссекс, и Сассекс, а также Суррей.  Эта практика прекратилась после восхождения на уэссекский трон Этельбальда, когда эти владения были окончательно включены в состав Уэссекса.

## Список монархов королевства Кент

Королевство Кент

| Имя                                                                              | Имя на древнеанглийском языке | Годы жизни                 | Годы правления                      | Титулование в хартиях                                                                               |
| -------------------------------------------------------------------------------- | --- | -------------------------- | ----------------------------------- | --------------------------------------------------------------------------------------------------- |
| Кентская династия                                                                | |                            |                                     | |
| Хенгист                                                                          | Hengist | умер в 488                 | 455—488                             | нет данных                                                                                          |
| Хенгист                                                                          | Один из легендарных основателей королевства Кент. Не существует документальных сведений о его существовании. Считается предком всех последующих королей Кента. |                            |                                     | |
| Хорса                                                                            | Horsa | убит в 455                 | неизвестны                          | нет данных                                                                                          |
| Хорса                                                                            | Один из легендарных основателей королевства Кент, брат Хенгиста. Не существует документальных сведений о его существовании. |                            |                                     | |
| Эрик (Эск)                                                                       | Œric | умер около 512             | 488—512                             | нет данных                                                                                          |
| Эрик (Эск)                                                                       | Сын Хенгиста. Беда сообщает, что настоящим именем Эска было Эрик. В так называемой «английской коллекции» генеалогий Эск показан внуком Хенгиста и сыном Окты. |                            |                                     | |
| Окта                                                                             | Ochta | умер в 539                 | около 512 — 539                     | нет данных                                                                                          |
| Окта                                                                             | Сын Эска. В так называемой «английской коллекции» генеалогий Окта показан не внуком Хенгиста, а сыном, а Эск — сыном Окты. О деяниях Окты ничего неизвестно. |                            |                                     | |
| Эрменрик                                                                         | Eormenric | умер в 560/580             | 539 — 560, 565 или около 580        | нет данных                                                                                          |
| Эрменрик                                                                         | Сын Окты. Первый король, которого уверенно можно идентифицировать в качестве короля Кента, поскольку Григорий Турский, описывая брак Этельберта I, сына Эрменрика, сообщает, что тот был «сыном некоего короля в Кенте». Б. Йорк отмечает, что первый элемент имени Эрменрика нечасто встречается среди англосаксонских имён, но был весьма распространён среди франков, считая это доказательством франского влияния в Кенте во время жизни его родителей. |                            |                                     | |
| Этельберт I                                                                      | Æthelberht | после 550 — 24 февраля 616 | 560 591—616                         | нет достоверных данных                                                                              |
| Этельберт I                                                                      | Сын Эрменрика, первый христианский король Кента. Во время его правления в конце 595 или в 597 году в Кент прибыла группа миссионеров, отправленная из Рима папой Григорием I Великим, которые массово обращали жителей королевства в христианство. К этом времени он, согласно Беде, был третьим из англосаксонским правителем, признанным сюзереном всех английских королевств к югу от Хамбера. Этельберт издал первый сохранившийся свод англосаксонский законов. Кроме того, он сделал Кентербери столицей королевства, на окраине которой построил церковь Святого Петра и Павла, ставшей королевской усыпальницей. |                            |                                     | |
| Эдбальд                                                                          | Eadbald | умер 20 января 640         | 616—640                             | нет достоверных данных                                                                              |
| Эдбальд                                                                          | Сын Этельберта. Во время восшествия на престол не был крещён, однако позже принял христианскую веру и поддерживал деятельность миссионеров. Однако он был менее могущественным правителем, чем отец, и не смог заставить восточных саксов вновь принять христианство. Сохранились 2 хартии с его именем, однако современные исследователи считают их поддельными. Эдбальд в какой-то мере контролировал Лондон, в котором была около 650 отчеканена монета из клада Крондала, на которой, присутствует имя «Auduarld», которое, возможно, принадлежит этому правителю. |                            |                                     | |
| Этельвальд                                                                       | Æðelwald | VII век                    | 616—630                             | нет данных                                                                                          |
| Этельвальд                                                                       | В письме папы Бонифация V (годы понтификата: 619—625) архиепископу Кентерберийскому Юсту упоминается король Кента «Aduluald», что является латинизированной формой англосаксонского имени «Этльвальд» (англ. Æthelwald). Барбара Йорк предположила, что, возможно, он был братом короля Эдбальда и его соправителем или «младшим королём». Однако Д. П. Кирби, считает, что никакого Этельвальда не существовало. По его мнению, «Aduluald» — это искажённое переписчиком имя короля Эдбальда. |                            |                                     | |
| Эрконберт                                                                        | Eorcenberht | около 620 — 14 июля 664    | 640—664                             | нет данных                                                                                          |
| Эрконберт                                                                        | Младший сын Эдбальда. Был первым англосаксонским королём, который приказал уничтожить все языческие идолы в Кенте, а также приказал соблюдать в своём королевстве Великий пост. |                            |                                     | |
| Эрменред                                                                         | Eormenred | умер между 660 и 664       | 640                                 | Irminredus                                                                                          |
| Эрменред                                                                         | Старший брат Эрконберта. Англосаксонская хроника называет его и Эрконберта сыновьями короля Эдбальда, добавляя, что Эрконберт стал преемником отца. Роджер Вендоверский сообщает, что «младший Эрконберт» лишил трона своего брата,. Имя Эрмендреда отсутствует у Беды, но в поздних агиографических текстах он называется королём. Он мог править или совместно с братом, или как его помощник. Эрмендред, вероятно, умер раньше брата, оставив на его попечение двух сыновей, позже убитых своим двоюродным братом Эгбертом I. |                            |                                     | |
| Эгберт I                                                                         | Ecgberht | около 640/645 — 1 июля 673 | 664—673                             | нет данных                                                                                          |
| Эгберт I                                                                         | Сын Эрконберта. По сообщению Беды, наследовал отцу и правил 9 лет. Убил своих двоюродных братьев Этельберта и Этельреда, вероятно, чтобы упрочить собственное положение. В качестве компенсации за свою вину Эгберт отдал их сестре Эббе (Домневе) землю, на которой она основала монастырь в Танете. |                            |                                     | |
| Хлотхер                                                                          | Hlothhere | погиб 6 февраля 685        | 673—685                             | Lotharius rex Cantuariorum Lotharius rex Cancie Clotharius Hlotharius                               |
| Хлотхер                                                                          | Сын Эрконберта, брат Экберта I, которому и наследовал. Беда датирует его правление с июля 673 года по февраль 685 года. В начале его правления испытывал сложности в управлении королевством. Не позже 674 года Хлотхер утратил власть над частью Суррея, которая перешла к Вульферу, королю Мерсии. Возможно, проблемы в Кенте были связаны с династическим конфликтом из-за того, что сыновья Экберта I, Эдрик и Вихтред были обойдены при наследовании престола. В итоге Эдрик с помощью западных саксов смог свергнуть дядю, который при этом был смертельно ранен. |                            |                                     | |
| Эдрик                                                                            | Eadric | около 668 — 31 августа 687 | 685—687                             | Eadricus rex Cantuariorum Ædricus rex Edricus                                                       |
| Эдрик                                                                            | Сын Эгберта I. Смог свергнуть с престола дядю, короля Хлотхера. Беда указывает, что этим он создал прецедент, в результате которого «после его смерти королевство долго опустошалось узурпаторами и иноземцами, пока на троне не утвердился законный король Вихтред, сын Экгберхта, который праведностью и усердием освободил народ от внешней угрозы». До свержения Эгберта Хлотхер, возможно, какое-то время был его соправителем, поскольку сохранился свод законов, который состоял из «указов, которые выпустили короли Кента Эгберт и Хлотгер». Самостоятельно правил полтора года. |                            |                                     | |
| Уэссекская династия                                                              | |                            |                                     | |
| Мул                                                                              | Mul | убит в 687                 | 686—687                             | Mulo rege regnum Cantie                                                                             |
| Мул                                                                              | Брат Кэдваллы, короля Уэссекса, вместе с которым опустошил Кент. На короткое время он был возведён на кентский престол, но в следующем году он вместе с 12 своими людьми был сожжён в Кенте, после чего королевство вновь было опустошено западными саксами. |                            |                                     | |
| Эссекская династия                                                               | |                            |                                     | |
| Свефхард                                                                         | Swæfred | умер в 704                 | до 29 февраля 688 — между 692 и 694 | Suebhardus rex Cantuariorum Sueaberdus rex Cantie                                                   |
| Свефхард                                                                         | Сын Себби, короля Эссекса. Взошёл на престол после вторжения восточных саксов. Опирался на поддержку мерсийцев, признав себя вассалом Этельреда, короля Мерсии. Совместно с ним какое-то время правили Освин и, возможно, Свефберт. В начале 690-х годов законный наследник кентского престола Вихтред смог набрать достаточно сил, чтобы претендовать на власть в королевстве. В июле 692 года он стал соправителем Свефхарда. К 694 году имя Свефхарда исчезает. Предположительно, его изгнали из Кента, а в 694 году он стал совместно с братом королём Эссекса. |                            |                                     | |
| Неизвестная династия                                                             | |                            |                                     | |
| Свефберт                                                                         | Swæfberht | неизвестно                 | между 688 и 690                     | Gabertus Suebertus rex Cantuariorum                                                                 |
| Свефберт                                                                         | Имя Свефберта упоминается в одном акте в качестве соправителя Освина. Однако С. Келли полагает, что с высокой вероятностью это имя является искажением имени Свефхарда. |                            |                                     | |
| Освин                                                                            | Oswine | умер после 690             | 688 или начало 689 — около 690      | Oswynus rex Cantie Oswinus rex Cantuariorum                                                         |
| Освин                                                                            | С 688 или с начала 689 года упоминается как соправитель Свефхарта и, возможно, Свефберта, но после 690 года его имя исчезает. |                            |                                     | |
| Кентская династия                                                                | |                            |                                     | |
| Витред                                                                           | Wihtred | умер 23 апреля 725         | 690/691—725                         | Wihtredus rex Cantie Wythredus rex Cantuariorum Wihtredus rex Cantuariorum                          |
| Витред                                                                           | Сын Экберта I, брат Хлотгера, после смерти которого Кент на некоторое время оказался под управлением «иноземных правителей и узурпаторов». Но в начале 690-х годов Витред оказался достаточно силён, чтобы предъявить претензии на престол. Указанная Бедой продолжительность правления говорит о том, что к власти он пришёл осенью 690 года, однако исследователи полагают, что вероятнее начало его правления следует отнести к лету или осени 691 года. В июле 692 года он уже был королём вместе с Свефхардом, хотя неизвестно, были они соправителями или Кент был разделён между ним. К 694 году Витред стал единоличным правителем, хотя в этом году качестве его соправительницы указана жена — королева Кинегит. Больше ни одна королева в Кенте не получала такого положения, возможно, оно связано с тем, что престол Витред получил при поддержки её родственников. Его дальнейшее правление, которое длилось более 30 лет прошло без каких-то проблем. Он значительно укрепил свою власть и пользовался поддержкой кентской церкви. В 694 году Витред заключил соглашение с Уэссексом, а в 695 или 696 году издал свод законов. После его смерти власть перешла к трём сыновьям. |                            |                                     | |
| Элрик                                                                            | Ealrich | умер после 762             | 725—?                               | нет данных                                                                                          |
| Элрик                                                                            | Сын Витреда. После смерти отца Элрик, по словам Беды, стал править в Кенте вместе с единокровными братьями Этельбертом II и Эдбертом I. Однако упоминания о нём сразу же исчезают. Возможно, что он был отстранён братьями от власти. |                            |                                     | |
| Эдберт I                                                                         | Eadberht | умер после 762/763         | 725—748                             | Eadbertus rex Cantuariorum terram dimidii Ædbeortus rex Cantie                                      |
| Эдберт I                                                                         | Сын Витреда. После смерти отца стал править совместно со своими братьями Этельбертом II и Эльфриком, хотя упоминания о последнем сразу пропадают. Возможно, Этельберт и Эдберт разделили королевство, тогда Эдберту досталась его западная часть. Его наследником в Западном Кенте стал сын Эрдвульф. |                            |                                     | |
| Этельберт II                                                                     | Æthelberht | умер в 762                 | 725—762                             | Æthilberhctus rex Cantie Athelbertus rex                                                            |
| Этельберт II                                                                     | После смерти отца стал править совместно со своими братьями Эдбертом и Эльфриком, хотя упоминания о последнем сразу пропадают. Возможно, Этельберт и Эдберт разделили королевство, тогда Этельберту досталась его восточная часть. При этом он считался старшим правителем. К 731 году Этельберт и Эдберт, наряду с другими правителями королевств к югу от Хамбера признали над собой власть Этельбальда (умер в 757), короля Мерсии, хотя и неизвестно, сохранялся ли вассалитет до самой его смерти. С 748 года соправителем Этельберта II был его племянник Эрдвульф, который, вероятно, умер раньше него. Этельберт II умер в 762 году, после чего в Кенте наступил династический кризис, в результате которого за власть в Кенте боролись не менее 5 королей. Этими неурядицами воспользовался король Мерсии Оффа, который навязал Кенту своё господство. |                            |                                     | |
| Эрдвульф                                                                         | Eardulf | умер до 762                | 748 — до 762                        | Earduulfus rex Cantuariorum Eardulfus rex Cantiae                                                   |
| Эрдвульф                                                                         | Сын Эдберта I, после смерти которого унаследовал власть в Западном Кенте, в то время как в Восточном Кенте правил его дядя Этельберт II, сохранявший верховную власть в королевстве. Умер, вероятно, раньше дяди. |                            |                                     | |
| Эдберт II                                                                        | Eadberht | умер около 763             | около 762 — около 763               | Eadberht rex Cantiae Ædbertus rex Eadbertus rex Cantie                                              |
| Эдберт II                                                                        | Вероятно, сын Этельреда II, сменивший отца в Восточном Кенте. |                            |                                     | |
| Неизвестная династия                                                             | |                            |                                     | |
| Сигеред                                                                          | Sigered | ?                          | около 762 — около 765               | Sigiraed rex Cantiae Sigeredus rex dimidie partis prouincie Cantuariorum                            |
| Сигеред                                                                          | Происхождение неизвестно, возможно, происходил из восточно-саксонской (Эссекской) королевской династии. Около 762 года получил власть в Западном Кенте. В одной из хартий называется «королём половины Кента». Около 765 года его сверг Эгберт II. |                            |                                     | |
| Энмунд.                                                                          | Eanmund | ?                          | около 763 — около 764               | Eanmundus rex                                                                                       |
| Энмунд.                                                                          | Происхождение неизвестно, около 763 сменил Эдберта II в Восточном Кенте. |                            |                                     | |
| Хэберт                                                                           | Heahberht | ?                          | около 764 - ?                       | Heaberhtus rex Cantie Heaberhtus rex                                                                |
| Хэберт                                                                           | Происхождение неизвестно. Около 764 года стал королём в Восточном Кенте вместо Энмунда, но неизвестно, до какого времени он правил. |                            |                                     | |
| Экберт II                                                                        | Ecgberht |                            | около 765 — 779                     | Ecgberhtus rex Cantie Egcberhtus rex Cantiae Egcberht rex Cantie Egcberth rex Cantie Egcberhtus rex |
| Экберт II                                                                        | Точное происхождение неизвестно. Около 765 года захватил власть в Западном Кенте. Вероятно, под его руководством жители Кента в 776 году восстали против мерсийского господства, сумев на 10 лет завоевать независимость. Вероятно, Экберт после этого стал королём всего Кента. Сохранилось около дюжины монет с его именем, которые отчеканены в Кентербери; это самые ранние из сохранившихся монет новой серебряной чеканки, основанной на каролингских весах. |                            |                                     | |
| Уэссекская династия                                                              | |                            |                                     | |
| Эльмунд                                                                          | Ealhmund | умер в 784                 | после 779 — около 784               | Ealmundus rex Canciæ                                                                                |
| Эльмунд                                                                          | Традиционно считается, что он был потомком Ингельда, брата короля Уэссекса Ине из дома Кердика (Уэссекской династии). Вероятно, Эльмунд был преемником Эгберта II. В качестве короля Кента он упоминается в 784 году. Однако он не смог противостоять королю Мерсии Оффе, который к 785 году установил прямой контроль над Кентом. Вероятно, Эльмунд был или изгнан, или убит. С этого момента Кент и вплоть до 820-х годов оставался провинцией Мерсии, за исключением 796—798 годов, когда Эдберту Прену на краткое время удалось восстановить независимость Кента. Сын же Эльмунда, Эгберт, позже стал королём Уэссекса. |                            |                                     | |
| Под прямым управлением Оффы Мерсийского (785—796).                               | |                            |                                     | |
| Кентская династия (?)                                                            | |                            |                                     | |
| Эдберт III Прен                                                                  | Eadberht [Eadbert, Odberht] Præn | умер после 811             | 796—798                             | хартий не сохранилось; на монетах: EADBEARHT REX                                                    |
| Эдберт III Прен                                                                  | На основании имени С. Келли делает вывод, что Эдберт, вероятно, был связан родством с древней Кентской династией. После того как король Мерсии Оффа захватил в 785 году Кент, он, вероятно, убил или изгнал всех, кто был связан родством с прежними правителями королевства. Поскольку в 798 году Эдберта обвиняли в том, что он был священником-отступником, он мог быть одним лицом со священником Одбертом, которого приютил при своём дворе франкский король Карл Великий. С. Келли полагает, что того могли насильно постричь в монахи по приказу мерсийского короля, чтобы лишить прав на трон. После смерти Оффы в Мерсии начались смуты, чем воспользовался Эдберт, который, возможно, с помощью Карла Великого смог утвердиться в качестве короля Кента. Однако после окончания неурядиц в Мерсии новый король Кенвульф смог отвоевать Кент. Эдберта пленили и доставили к его двору, где по приказу монарха ослепили и лишили рук. Поздние источники сообщают, что бывшего короля Кента заключили в монастырь в Уинкомбе, откуда его освободили только в 811 году. |                            |                                     | |
| Иклинги (Мерсийская династия)                                                    | |                            |                                     | |
| Кутред                                                                           | Cuthred | умер в 807                 | 797/798                             | Cuthredus Rex Cantiae Cuðred rex Cantiae Cuðredus rex cantwariorum                                  |
| Кутред                                                                           | Потомок Кенвальха, брата короля Мерсии Пенды, сын Катберта, брат короля Мерсии Кенвульфа. После того как тот стал королём Мерсии и отвоевал Кент, свергнув Эдберта Прена, то назначил своего брата Кутреда вассальным королём Кента. До самой смерти Кутред оставался верным помощником брата |                            |                                     | |
| Под прямым управлением королей Мерсии Кенвульфа (807—821) и Кёлвульфа (821—823). | |                            |                                     | |
| Неизвестная династия                                                             | |                            |                                     | |
| Бальдред                                                                         | Bealdred | умер после 827             | 823—826/827                         | хартии неизвестны; на монетах: BALDRED REX CANT                                                     |
| Бальдред                                                                         | После свержения короля Мерсии Кёлвульфа в 823 году Беорнвульфом королём Кента стал Бальдред. Неизвестно, был ли он независимым правителем или вассальным королём, назначенным королём Мерсии. Возможно, Бальдред был родственником Беорнвульфа. В 826 или 827 году армия короля Уэссекса Эгберта (умер в 839) вторглась в Кент и оттеснила Бальдреда на север. После этого упоминания о нём исчезают, а Кент был присоединён к Уэссексу. |                            |                                     | |

С 826/827 года Кент находился под управлением королей Уэссекса. Несколько раз он выделялся в качестве вассального королевства представителям королевского дома. В состав вассального королевства Кент кроме территории современного графства Кент входили ещё земли бывших англосаксонских королевств Эссекс, и Сассекс, а также Суррей. Эта практика прекратилась после восхождения на уэссекский трон Этельбальда, когда эти владения были окончательно включены в состав Уэссекса.

Англия во второй половине IX века

| Имя                 | Имя на древнеанглийском языке | Годы жизни                    | Годы правления      | Титулование в хартиях |
| ------------------- | --- | ----------------------------- | ------------------- | --- |
| Уэссекская династия | |                               |                     | |
| Этельвульф          | Æthelwulf | около 795/810 — 13 января 858 | 825—839             | Aetheluulf rex Æðeluulf rex Cantrariorum Æthelwolf gratia Dei rex Kanciae Ætheluulf rex Cancie Aeðeluulf Rex Cancie Aetheluulf gratia Dei rex occidentalium Saxonum seu etiam Cantuuariorum Aeðeluulf gratia Dei rex occidentalium Saxonum nec non 7 Cantuariorum Eðelwulf rex occidentalium Saxonum nec non et Cantuariorum Eðeluulfus rex Occidentalium Saxonum necnon et Cantuariorum Æðelulf rex misericordia Dei occidentalium Saxonum; necnon & Cantuuariorum |
| Этельвульф          | Сын короля Уэссекса Экберта. В 825 году назначен отцом вассальным королём Кента, Эссекса, Сассекса и Суррей. После смерти Экберта в 839 году стал королём Уэссекса. |                               |                     | |
| Этельстан           | ÆTHELSTAN | около 820/826 — около 851/853 | 839 — около 851/853 | Edelstan rex Kancie Ethelstan Rex Aeðelstan rex Aedelstan rex |
| Этельстан           | Старший сын короля Этельвульфа. После восхождение того в 831 году на Уэссекский трон назначен вассальным королём Уэссекса. Впервые с этим титулом упоминается в 841 году. При этом Этельвульф осуществлял и непосредственный контроль за Кентом. Последний раз упоминается в 851 году и умер при жизни отца. |                               |                     | |
| Этельберт III       | ÆTHELBERHT | около 830/835 — 865/866       | около 855 — 860     | Aeðelberht rex Eþelbearht rex Eðelbearht rex Æthelbertus occidentalium Saxonum necnon et Cantuariorum rex Aeðelbearht rex Occidentalium Saxonum seu Cantuuariorum Aeðælberht rex Occidentalium Saxonum seu Cantuariorum Eðelbearht rex occidentalium Saxonum nec non et Cantuariorum |
| Этельберт III       | Третий из пяти сыновей короля Этельвульфа. Около 855 года был назначен отцом вассальным королём Кента. После смерти отца, когда на престол взошёл его старший брат Этельбальд, Этельберт остался королём Кента. Возможно, что король намеревался создать в Кенте отдельную династию. Но в 860 году Этельбальд умер, не оставив наследников, и Уэссекский трон унаследовал Этельберт. В отличие от предшественников, он не стал назначать вассального короля в Кент; именно при нём Уэссекс и его юго-восточные владения стали единым королевством. |                               |                     | |